# نبع طبقي
نبع طبقي هو عبارة عن طبقات صخرية صلبة، تتغلغل فيها المياه من خلال الشقوق الموجودة في الصخر، حتى تصل الطبقة الصماء لتجري فوقها، ومن ثم تخرج من شقوق طبقية.

## تكوينه
يتكون من الماء هو عبارة عن اتحاد ذرتين هيدروجين وذرة اكسجين وهو مركب في الطبيعة (H2O)، هناك دورة المياه في الطبيعة حيث يعتبر الماء مصدر الحياة ويتجدد في الطبيعة من جديد.